# Evandro Gonçalves Oliveira Júnior
Evandro Gonçalves Oliveira Júnior (Rio de Janeiro, 17 juli 1990), spelersnaam Evandro, is een Braziliaans beachvolleyballer. Met André Loyola Stein werd hij in 2017 wereldkampioen en won hij het eindklassement van de FIVB World Tour.

## Carrière

### 2010 tot en met 2016
Evandro nam in 2010 met Joalisson Laurindo deel aan de WK U21 in Alanya waar het duo 25e werd. Het jaar daarop debuteerde hij met Rodrigo Monteiro in Brasilia in de World Tour. In 2012 vormde Evandro een team met Harley Marques; van de tien wedstrijden eindigden ze alleen in Brasilia met een vijfde plaats in de top tien. Vervolgens speelde Evandro twee jaar samen met Vitor Felipe. In hun eerste seizoen bereikte het tweetal bij de WK in Stare Jabłonki de kwartfinale waar het werd uitgeschakeld door het Duitse duo Jonathan Erdmann en Kay Matysik. Ze behaalden bij de overige negen toernooien in de World Tour een overwinning in Berlijn. Daarnaast speelde Evandro twee wedstrijden met Emanuel Rego met een tweede (Moskou) en vijfde plaats (Xiamen) als resultaat. In 2014 namen Evandro en Felipe deel aan tien toernooien in de World Tour met als beste resultaat een vijfde plaats in Moskou
Van 2015 tot en met 2016 vormde Evandro een duo met Pedro Solberg Salgado. Het duo won in de nationale tour in Fortaleza en Recife, waarna in Moskou een tweede plaats in de World Tour werd behaald. Na een vijfde plaats in Poreč, een eerste plaats in Stavanger en een negende plaats in Saint Petersburg nam het tweetal deel aan de WK in Nederland. Evandro en Solberg bereikten de halve finale waar de Nederlanders Reinder Nummerdor en Christiaan Varenhorst te sterk waren. In de troostfinale wonnen ze vervolgens het brons ten koste van de Amerikanen Nick Lucena en Theodore Brunner. Na afloop van de WK haalden ze bij zes van de zes toernooien de top tien en bij de World Tour Finals in Fort Lauderdale eindigden ze als derde. In 2016 behaalde het duo internationaal eveneens enkel toptienklasseringen. Ze boekten zeges in Gstaad en Long Beach en tweede plaatsen in Maceio, Rio de Janeiro en bij de World Tour Finals in Toronto. Bij de Olympische Spelen in eigen land werden Evandro en Solberg in de achtste finale uitgeschakeld door het Russische tweetal Dmitri Barsoek en Nikita Ljamin.

### 2017 tot en met 2021
Vervolgens speelde Evandro van 2017 tot en met begin 2018 samen met André Loyola Stein. Het eerste seizoen namen ze deel aan negen FIVB-toernooien. Ze werden tweede in Fort Lauderdale en hadden zich als vierde geplaatst voor de WK in Wenen, waar ze de wereldtitel wonnen door in de finale het Oostenrijkse duo Clemens Doppler en Alexander Horst te verslaan. Mede daardoor behaalde het tweetal de eindzege in de World Tour. Daarnaast eindigden ze als tweede bij de World Tour Finals in Hamburg. Het daaropvolgende jaar speelde Evandro twee FIVB-wedstrijden met André met een overwinning in Itapema. In juni 2018 wisselde hij van partner naar Felipe. Het duo deed mee aan zes toernooien in de World Tour met een tweede plaats (Warschau), twee vierde plaatsen (Espinho en Moskou) en twee vijfde plaatsen (Ostrava en Wenen) als resultaat.
In 2019 vormde Evandro een team met Bruno Oscar Schmidt. In aanloop naar de WK speelden ze zes wedstrijden in de World Tour waarbij ze tweemaal op het podium eindigden; in Jinjiang werd het duo tweede en in Warschau eerste. Bij de WK in Hamburg bereikten Evandro en Bruno de zestiende finale waar ze werden uitgeschakeld door de Amerikanen Billy Allen en Stafford Slick. Vervolgens deden ze aan vijf reguliere FIVB-toernooien mee met een derde plaats in Gstaad als beste resultaat. Bij de World Tour Finals in Rome eindigde het tweetal als vijfde. Het jaar daarop behaalden ze bij de World Tour in Doha de vierde plaats. In 2021 behaalde Evandro met Gustavo Albrecht Carvalhaes de tweede plaats in Doha. Met Bruno nam hij vervolgens deel aan drie wedstrijden in de World Tour met als beste resultaat een vijfde plaats in Gstaad. Bij de Olympische Spelen in Tokio kwam het tweetal tot de achtste finale waar het Letse duo Mārtiņš Pļaviņš en Edgars Točs te sterk was.

## Palmares
Kampioenschappen
- 2013: 5e WK
- 2015:  WK
- 2016: 9e OS
- 2017:  WK
- 2021: 9e OS
- 2023: 9e WK

FIVB World Tour
- 2013:  Grand Slam Berlijn
- 2013:  Grand Slam Moskou
- 2015:  Grand Slam Moskou
- 2015:  Stavanger Major
- 2015:  World Tour Finals Fort Lauderdale
- 2016:  Maceio Open
- 2016:  Grand Slam Rio de Janeiro
- 2016:  Gstaad Major
- 2016:  Grand Slam Long Beach

- 2016:  World Tour Finals Toronto
- 2017:  5* Fort Lauderdale
- 2017:  World Tour Finals Hamburg
- 2017:  FIVB World Tour
- 2018:  4* Itapema
- 2018:  4* Warschau
- 2019:  4* Jinjiang
- 2019:  4* Warschau
- 2019:  5* Gstaad
- 2021:  4* Doha

Beach Pro Tour
- 2023:  Saquarema Challenge
- 2023:  Espinho Challenge
- 2024:  Recife Challenge
- 2024:  Guadalajara Challenge
- 2024:  Elite16 Brasilia